# Coupe Goal Shield de Trinité-et-Tobago de football
 (mars 2024).
Si vous disposez d'ouvrages ou d'articles de référence ou si vous connaissez des sites web de qualité traitant du thème abordé ici, merci de compléter l'article en donnant les références utiles à sa vérifiabilité et en les liant à la section « Notes et références ».
La Coupe Goal Shield de Trinité-et-Tobago (Lucozade Sport Goal Shield) fut créé en 2009. Cette coupe reprend le modèle de la Coupe à élimination directe et est sponsorisé par Lucozade.

## Palmarès
| Année | Vainqueur        | Finaliste         | Score |
| 2009  | W Connection     | Defence Force     | 3 - 0 |
| 2010  | North East Stars | San Juan Jabloteh | 1 - 0 |
| 2011  | non jouée        |                   |       |
| 2012  | Caledonia AIA    | Defence Force     | 3 - 1 |